# کاهونای بزرگ
کاهونای بزرگ (انگلیسی: The Big Kahuna) فیلمی در ژانر کمدی-درام است که در سال ۱۹۹۹ منتشر شد. از بازیگران آن می‌توان به کوین اسپیسی، دنی دویتو، و پیتر فاسینلی اشاره کرد.